# Melaleuca bracteata
Melaleuca bracteata är en myrtenväxtart som beskrevs av Ferdinand von Mueller. Melaleuca bracteata ingår i släktet Melaleuca och familjen myrtenväxter. Inga underarter finns listade i Catalogue of Life.

## Bildgalleri

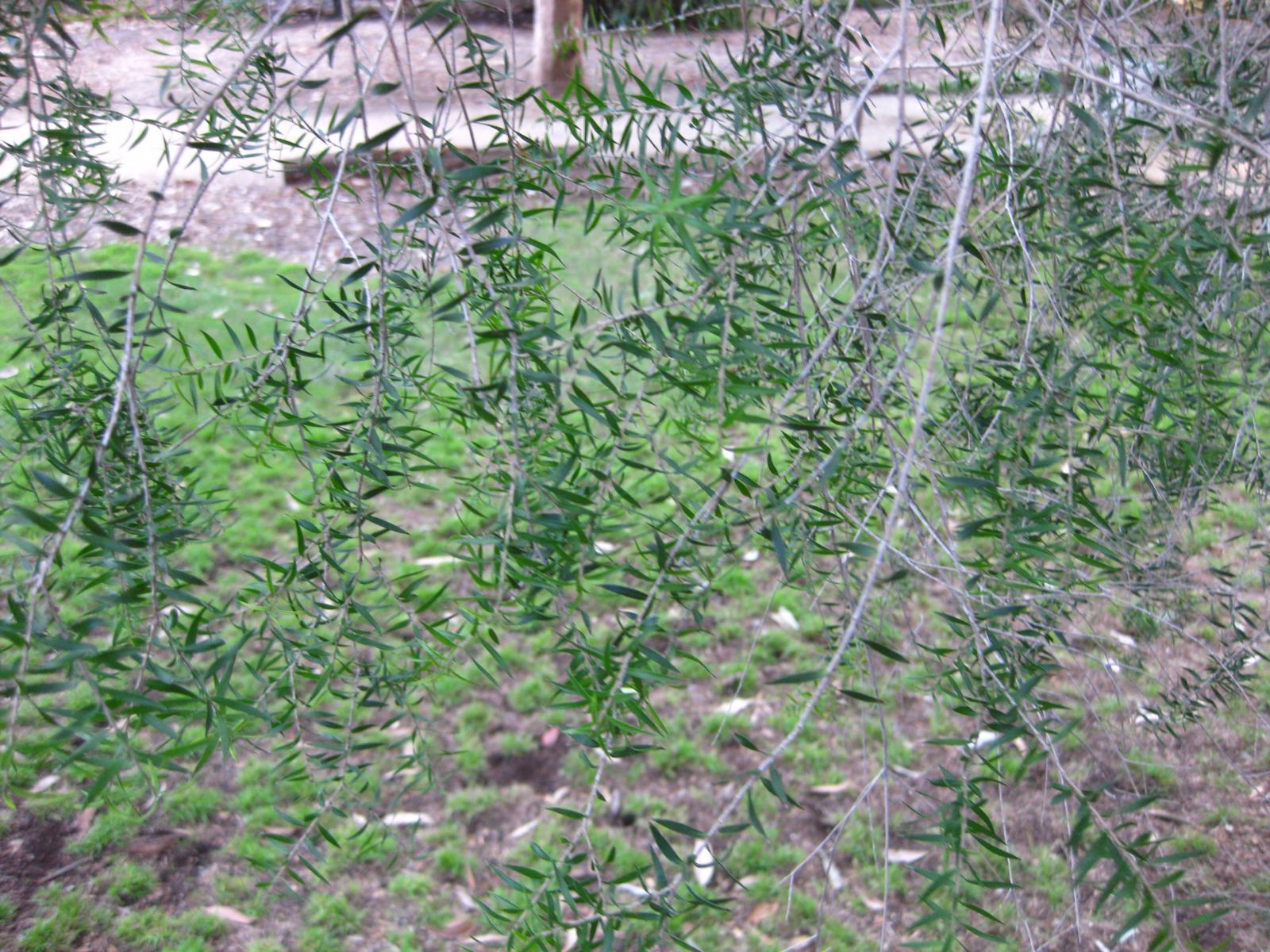
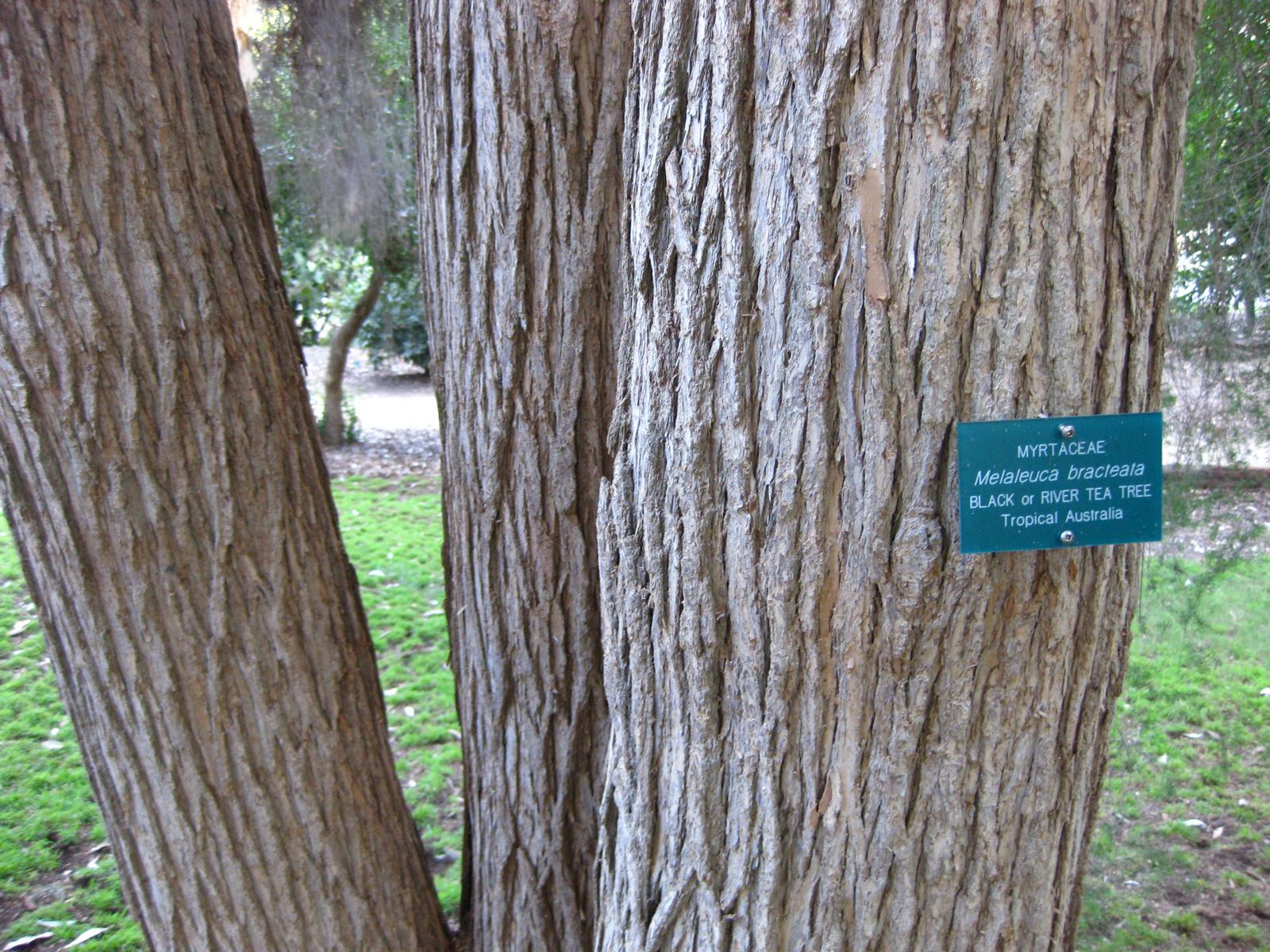
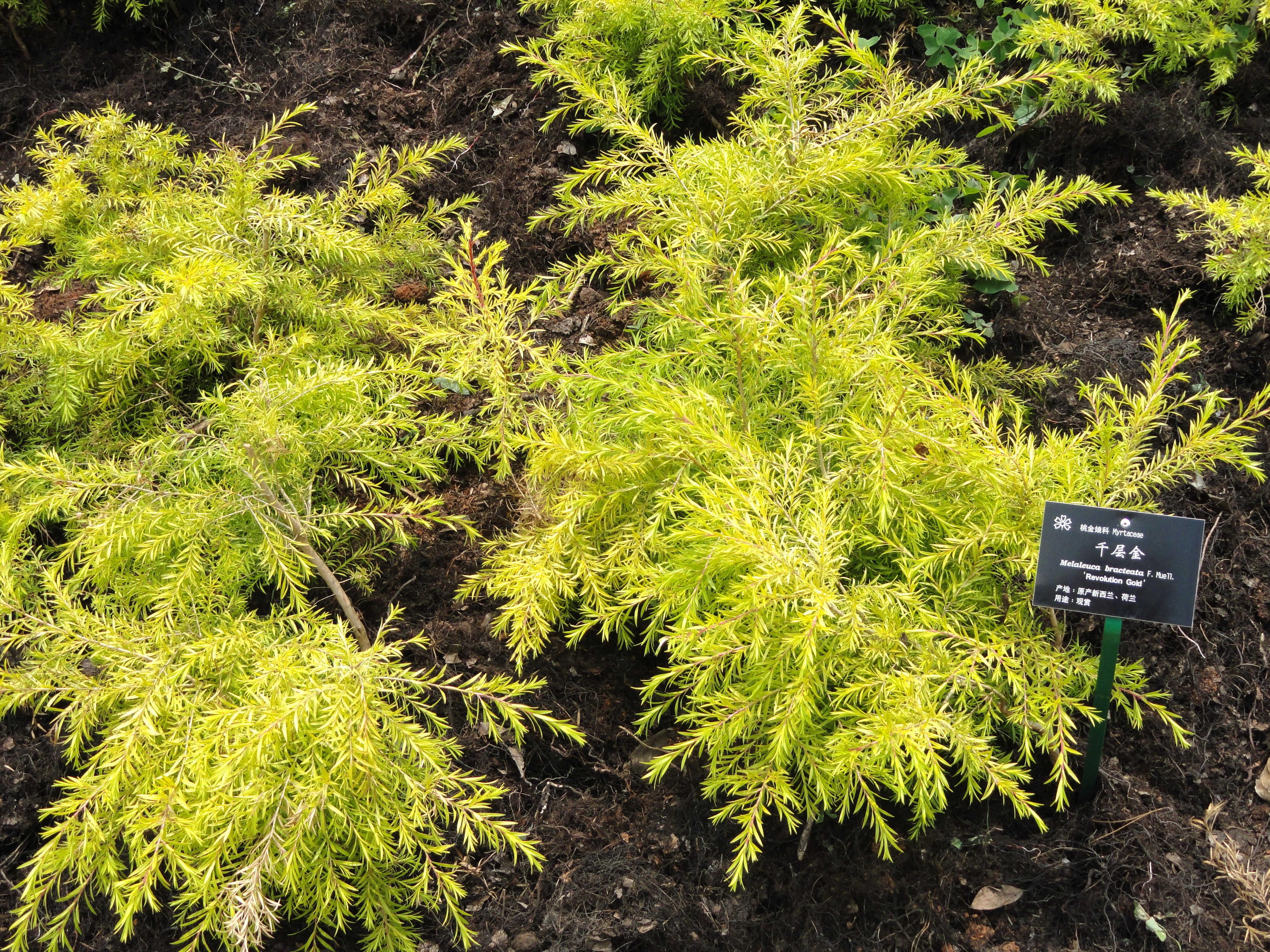
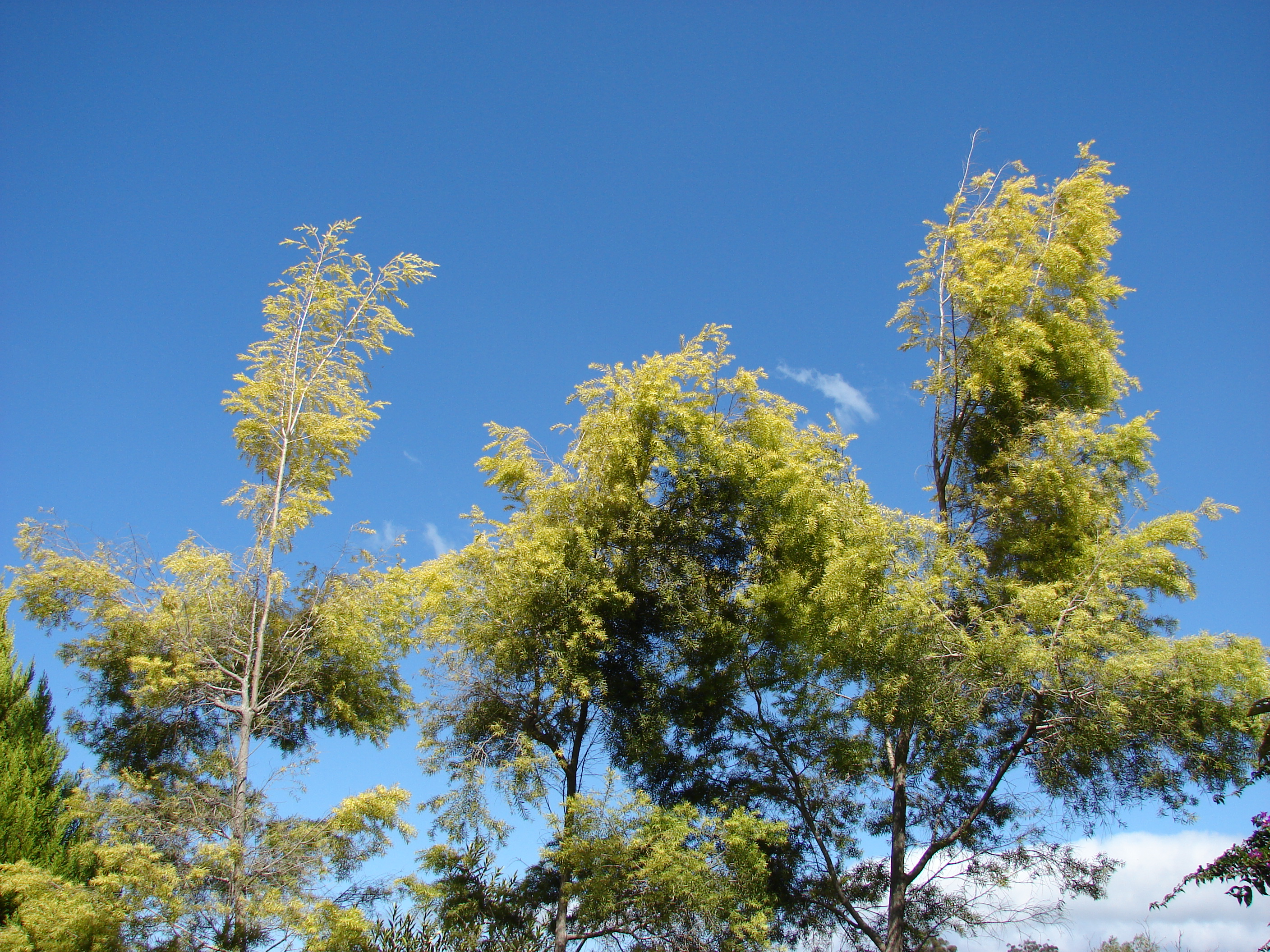